# Alexandrine von Preußen (1915–1980)

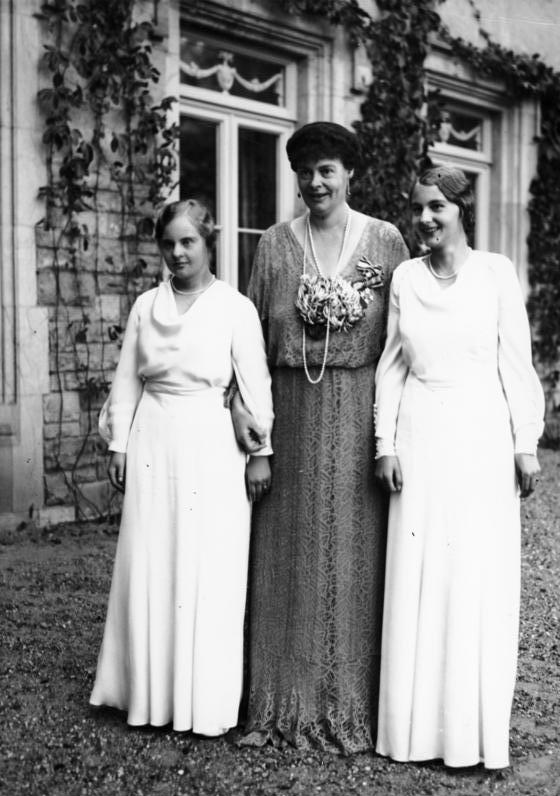
Alexandrine (links) mit ihrer Mutter und ihrer Schwester Cecilie (1934)

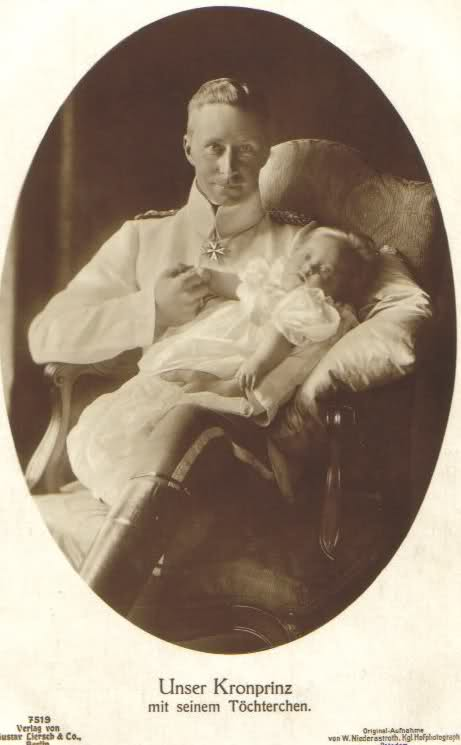
Kronprinz Wilhelm mit seiner Tochter Alexandrine (1915)

Alexandrine Irene Prinzessin von Preußen (* 7. April 1915 im Kronprinzenpalais zu Berlin; † 2. Oktober 1980 in Starnberg) war ein Mitglied des Hauses Hohenzollern.

## Herkunft
Alexandrine, im Familienkreis „Adini“ genannt, war die älteste Tochter des Kronprinzen Wilhelm von Preußen (1882–1951) und seiner Frau Cecilie Herzogin zu Mecklenburg-Schwerin (1886–1954), Tochter des Großherzogs Friedrich Franz III. und der Großfürstin Anastasia Michailowna Romanowa. Väterlicherseits war sie eine Enkelin des letzten Deutschen Kaisers und Königs von Preußen, Wilhelm II., mütterlicherseits eine Nichte der dänischen Königin Alexandrine, die ebenfalls „Adini“ genannt wurde.

## Geschwister
- Wilhelm (1906–1940) ⚭ 1933 Dorothea von Salviati (1907–1972)
- Louis Ferdinand (1907–1994) ⚭ 1938 Kira Kirillowna Romanowa (1909–1967)
- Hubertus (1909–1950)

⚭ 1941–1943 Maria Anna Freiin von Humboldt-Dachroeden (1916–2003)
⚭ 1943 Magdalene Pauline Prinzessin Reuß (1920–2009)
- Friedrich (1911–1966) ⚭ 1945 Lady Brigid Guinness (1920–1995)
- Cecilie (1917–1975) ⚭ 1949 Clyde Kenneth Harris (1918–1958)

## Leben

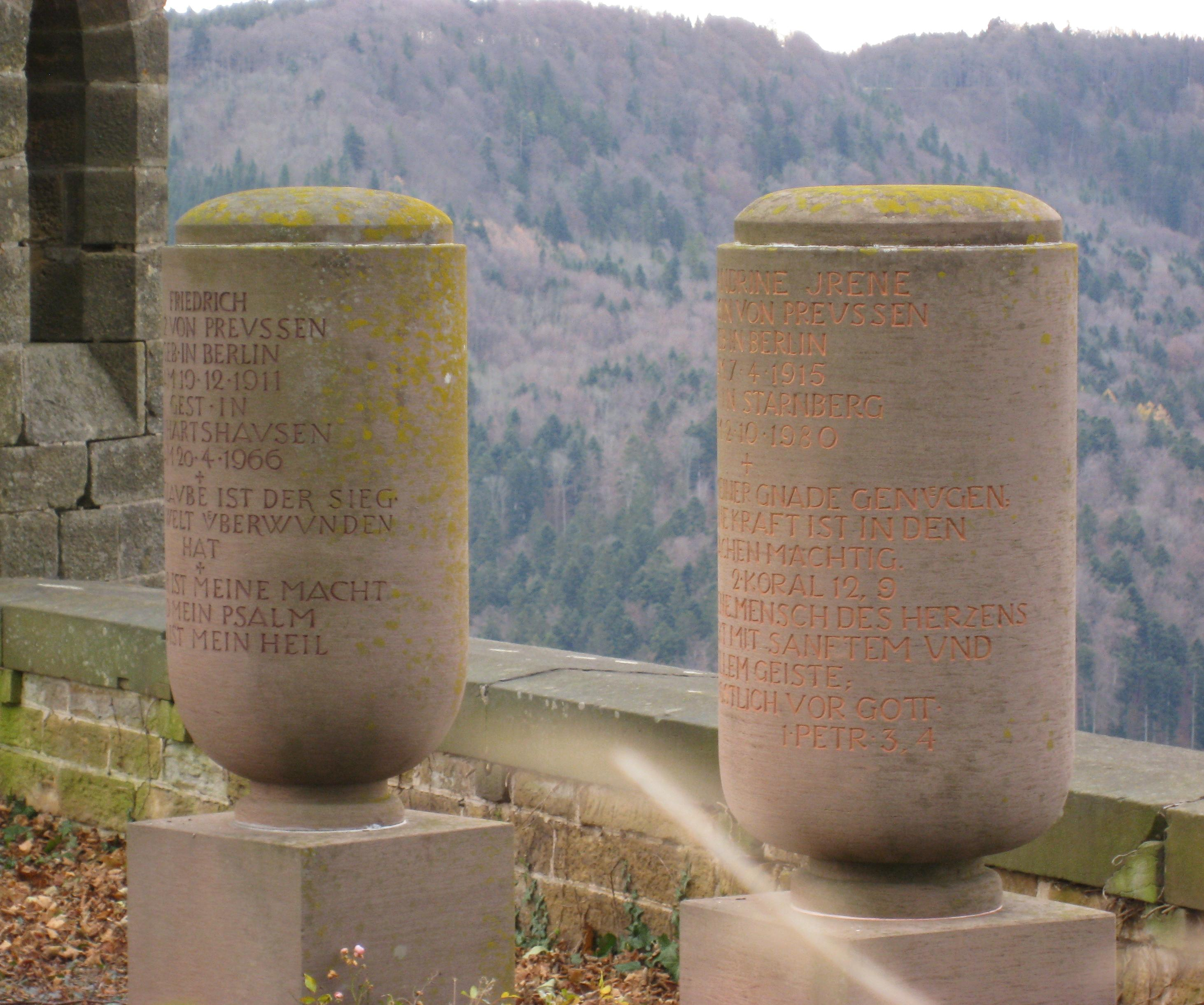
Das Urnengrab Alexandrines neben dem ihres Bruders Friedrich auf der Burg Hohenzollern

Alexandrine hatte das Down-Syndrom, womit die Familie mit größter Selbstverständlichkeit umging. Sie wuchs gemeinsam mit ihren Geschwistern in Potsdam und auf Schloss Oels in Niederschlesien auf und besuchte in den Jahren 1932 bis 1934 die Trüpersche Sonderschule in Jena, die erste pädagogische Einrichtung in Europa, die sich der schulischen und künstlerischen Ausbildung von Kindern mit kognitiver und körperlicher Beeinträchtigung widmete. Im Sommer 1934 kehrte sie nach Potsdam zurück; 1936 zog sie ins bayrische Niederpöcking, wo sie während des Zweiten Weltkriegs zurückgezogen lebte. Ende 1945 bezog sie ein kleines Haus am Starnberger See, das sie bis zu ihrem Tod im Jahre 1980 bewohnte.
Ihre Mutter, Kronprinzessin Cecilie, schrieb 1952 in ihren Memoiren, dass Alexandrine fast ganz ihrer Naturliebe und ihren künstlerischen Neigungen nachgehe. Sie unternehme gerne große Fußwanderungen und hatte Vorlieben für Musik und Malerei, insbesondere für den deutschen Expressionismus. An Familienfeierlichkeiten oder auch der Beisetzung ihres Vaters 1951 nahm sie aus gesundheitlichen Gründen nicht mehr teil.
Alexandrine Prinzessin von Preußen wurde auf dem kleinen Familienfriedhof im Offiziersgärtchen der St. Michaels-Bastei innerhalb der Burg Hohenzollern beigesetzt, wo sich auch die Grabstätten ihrer Eltern befinden.